# Claes Josef Breitholtz
Claes Josef Breitholtz, född 1788 i Lovisa, Finland, död 1834 i Stockholm, artilleriofficer och militär.

## Biografi
Breitholtz gjorde insatser i Finska kriget 1808-1809, i synnerhet i striderna vid Lappo, Alavo och Oravais, omnämndes av general Adlercreutz och hedrades med guldmedalj för tapperhet i fält. Efter krigsslutet transporterades Breitholtz till Vendes artilleriregemenet i Kristianstad 1811. I Napoleonkrigen deltog Breitholtz med det s.k. ridande artilleriet till Berlins försvar i slagen vid Gross-Beeren, Dennewitz och Leipzig, då Napoleons framgångar bröts.
Under kampanjen mot Norge 1814 deltog Breitholtz som generaladjutant , blev generalstabsofficer 1816 och var befälhavare 1818-1829 för Sveriges första militärhögskola, Högre artilleriläroverket på Marieberg. Breitholtz var 1829-1834 ledamot av Krigskollegium och verkade då som generalfälttygmästare och chef för artilleriet. Han dog till följd av en skjutolycka vid en ceremoni för Karl XIV Johan.
Breitholtz var en av förgrundsgestalterna under general Carl von Cardells ledning i nydaningen av det svenska artilleriet under Karl XIV Johans tid. Han var en av de skickliga och nitiska militärerna, som osjälviskt satte statens intressen i främsta rummet. 

### Familj
Breitholtz gifte sig 1825 med Emilia Hästesko-Fortuna (1803-1894). Tillsammans med henne fick han tre barn:
- Emilia Bernhardina Breitholtz
- Claes Gustaf Breitholtz
- Edvard Julius Breitholtz

## Utmärkelser
- För tapperhet i fält i guld - 12 oktober 1808
- Riddare av Svärdsorden - 28 januari 1816
- Ledamot av Krigsvetenskapsakademin - 27 maj 1823
- Riddare av Danska Dannebrogorden - 11 mars 1833